# سیتی بیزینس سنتر
سیتی بیزینس سنتر (به لاتین: City Business Center) یک آسمان‌خراش در اسلواکی است که در براتیسلاوا واقع شده‌است.